# Still Life (Band)
Still Life war eine von 1989 bis 2003 bestehende Emocore-Band aus Los Angeles, Kalifornien, USA.

## Geschichte
Die dreiköpfige Band wurde 1989 unter dem Namen Monster Club gegründet. 1991, als der erste Sänger der Band ausstieg, um in der Band Strife zu spielen, folgte die Umbenennung in Still Life.
Im Jahr 2003 gab die Band noch ein Konzert und war seitdem nicht mehr als Gruppe aktiv.
Paul Rauch und David Pitzel gründeten 2003 die Band Old Ground, wobei sie weiter das für Still Life gegründete Label Sunflower Tribe nutzen.

## Stil
Charakteristisch für ihren Sound sind typischerweise harte Schreiausbrüche und langsame Parts, die stärker dem Melodic Hardcore ähnelten. In einem Text bei Greyday Productions findet sich dazu folgendes:

“their chaotic yet poetic style of music is both aggressive and at the same time serene, harkening back to the hey-day of melodic hardcore”

Die Band gilt außerdem als äußerst einflussreich auf andere Emocore- und Hardcore-Punk-Bands.
Bei Ebullition Records wird der Einfluss der Band so beschrieben:

“While other bands relied on raw hate or intense aggression, Still Life relied on pure emotion and honesty. Seeing them play live was a very emotional experience. It was very hardcore, and very real. […] They were an inspiration and a breath of fresh air. They helped to define emotive hardcore in the early ’90s.”

## Diskografie
- Still Life/Evergreen Split, 7" (Retoric Records)
- Still Life (Self-titled), 7" (Retoric Records)
- Slow Children at Play, 8" (Retoric Records)
- Still Life/Cerberus Shoal, 7" (Tree Records)
- From Angry Heads with Skyward Eyes, 2×LP/CD (Ebullition Records)
- Still Life/Jara Spilt, 12" (Sunflower Tribe)
- Still Life/Resin Split, 12" (Sunflower Tribe)
- The Madness and the Gackle, 12"/CD (Sunflower Tribe)
- Slow Children at Play and Beyond, 12"/CD (Sunflower Tribe)
- Limitations, Boundaries, and Failures EP/CD (Greyday Productions)
- The Incredible Sinking Feeling (Greyday Productions)